# 相浦駐屯地

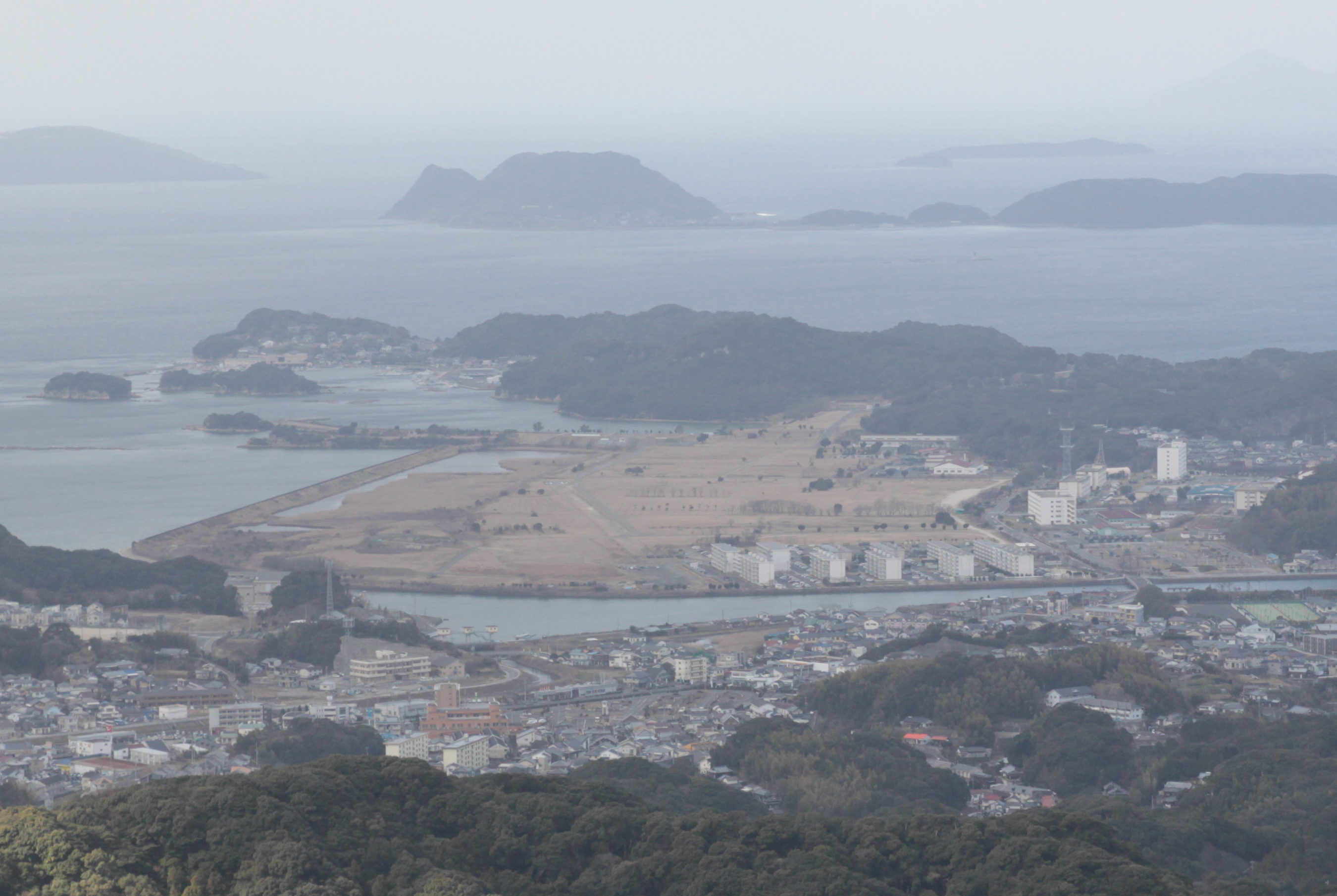
弓張岳から望む陸上自衛隊相浦駐屯地

相浦駐屯地（あいのうらちゅうとんち、JGSDF Camp Ainoura）とは、長崎県佐世保市大潟町678に所在する水陸機動団等が駐屯する陸上自衛隊の駐屯地である。

## 概要
佐世保市西部の海岸地区にあり、海上自衛隊佐世保基地・アメリカ海軍佐世保基地まで約5kmの位置にある。駐屯地司令は、水陸機動団長が兼務（2018年（平成30年）3月26日までは西部方面混成団長）。海自佐世保地方隊崎辺地区に開設された崎辺分屯地については、相浦駐屯地に隷属するため本項でまとめて取り扱う。

## 沿革
現在駐屯地がある場所は江戸時代中期に相浦川河口の干潟を干拓し、新田として開発した場所であった。
大日本帝国海軍
- 1941年（昭和16年）11月16日：佐世保海兵団の第二海兵団設置。
- 1944年（昭和19年）01月04日：相浦海兵団に改称。

アメリカ軍
- 1945年（昭和20年）：太平洋戦争における日本の降伏に伴い、アメリカ軍が進駐し、訓練地として接収。

陸上自衛隊
- 1955年（昭和30年）08月：アメリカ軍より返還される。

陸上自衛隊相浦駐屯地
- 1955年（昭和30年）10月21日：相浦駐屯地が開設[2]。第8新隊員教育隊が針尾駐屯地より移駐。
- 1956年（昭和31年）1月12日：第5陸曹教育隊が福岡駐屯地から移駐。
- 1959年（昭和34年）8月13日：第8新隊員教育隊が第2教育連隊に改編。
- 1963年（昭和38年）8月01日：第5陸曹教育隊が大村駐屯地へ移駐。
- 1969年（昭和44年）8月01日：部隊移駐および新・改編

1. 第3教育団本部が別府駐屯地から移駐。
2. 第2教育連隊が第118教育大隊に改編。

- 1974年（昭和49年）1月24日：第5陸曹教育隊が大村駐屯地から移駐。
- 1999年（平成11年）3月29日：第118教育大隊第336共通教育中隊が廃止[3]。
- 2000年（平成12年）8月31日：西部方面普通科連隊の設置が発表される。
- 2002年（平成14年）3月27日：西部方面普通科連隊が編成完結。
- 2003年（平成15年）3月27日：第301普通科直接支援隊（西部方面普通科連隊を支援）を新編。
- 2004年（平成16年）3月30日：車両教育隊を第118教育大隊に編入。
- 2013年（平成25年）3月26日：第3教育団が西部方面混成団に改編。
- 2015年（平成27年）3月26日：西部方面会計隊の改編に伴い、第395会計隊が廃止され、第363会計隊相浦派遣隊が配置される。
- 2016年（平成28年）3月：部隊新・改編および移駐

1. 水陸機動団新編準備室が相浦駐屯地業務隊内に発足。
2. 第118教育大隊隷下の車両教育隊が竹松駐屯地に移駐。

- 2017年（平成29年）3月26日：部隊新・改編および移駐

1. 水陸機動団新編準備室が水陸機動準備隊に拡大改編のうえ、西部方面隊直轄として編成完結。
2. 第118教育大隊が久留米駐屯地に移駐。

- 2018年（平成30年）3月27日：部隊新・改編および移駐

1. 西部方面普通科連隊および水陸機動準備隊を廃止し、水陸機動団を新編。水陸機動団長を相浦駐屯地司令に職務指定。
2. 西部方面混成団本部と第5陸曹教育隊が久留米駐屯地に移駐[4]。

- 2019年（平成31年）3月26日：崎辺分屯地開設により、戦闘上陸大隊・水陸機動教育隊の一部が崎辺分屯地に移駐。
- 2021年（令和03年）4月11日：アメリカ軍、オーストラリア軍、フランス軍との離島防衛共同訓練「アーク21」開始[5]。
- 2022年（令和04年）3月17日：第101電子戦隊の一部を配備[6]。

## 相浦駐屯地駐屯部隊

### 陸上総隊直轄部隊
- 水陸機動団
  - 水陸機動団本部
  - 第1水陸機動連隊
  - 第2水陸機動連隊
  - 後方支援大隊
  - 偵察中隊
  - 施設中隊
  - 通信中隊
  - 陸上自衛隊水陸機動教育隊
- 電子作戦隊
  - 第101電子戦隊
    - 第6電子戦小隊[7]

### 西部方面隊隷下部隊・機関
- 西部方面システム通信群
  - 第102基地システム通信大隊
    - 第321基地通信中隊
      - 相浦派遣隊
- 西部方面会計隊
  - 第363会計隊
- 相浦駐屯地業務隊

### 防衛大臣直轄部隊
- 警務隊
  - 西部方面警務隊
    - 第134地区警務隊
      - 相浦派遣隊

### 共同の機関
- 自衛隊長崎地方協力本部
  - 佐世保援護センター

## 崎辺分屯地
崎辺分屯地（さきべぶんとんち）は、佐世保市崎辺町11番2に所在する戦闘上陸大隊等が駐屯する陸上自衛隊相浦駐屯地隷属の分屯地（海上自衛隊佐世保基地崎辺地区に隣接）である。
相浦駐屯地業務隊の一部が分派され分屯地管理業務を行っている。分屯地司令は、戦闘上陸大隊長が兼務する。
2019年（平成31年）3月26日に開庁した。水陸両用車の操縦訓練場、浸水がないか確認する「入水点検槽」がある。
駐屯部隊は、施設建設が遅れたために2018年（平成30年）2月の開設に間に合わず、水陸機動団編成完結から分屯地開庁までの間相浦駐屯地に暫定配備されていた。

### 崎辺分屯地駐屯部隊

#### 陸上総隊直轄部隊
- 水陸機動団（一部）
  - 戦闘上陸大隊（主力）
    - 戦闘上陸大隊本部
    - 本部管理中隊
    - 第1戦闘上陸中隊

  - 後方支援大隊（一部）
    - 戦闘上陸直接支援小隊（主力）：戦闘上陸大隊を支援

  - 通信中隊（一部）
    - 崎辺派遣隊

  - 水陸機動教育隊（一部）
    - 第2教育科

#### 西部方面隊直轄部隊
- 西部方面システム通信群
  - 第102基地システム通信大隊
    - 第321基地通信中隊（一部）
      - 崎辺派遣隊
- 相浦駐屯地業務隊
  - 崎辺派遣隊

#### 防衛大臣直轄部隊
- 警務隊
  - 西部方面警務隊
    - 第134地区警務隊
      - 崎辺派遣隊

## 最寄の幹線交通
- 高速道路：西九州自動車道相浦中里IC
- 一般道：国道35号、国道204号、国道498号、長崎県道11号佐世保日野松浦線、長崎県道139号佐世保鹿町線、長崎県道149号俵ヶ浦日野線
- 鉄道：JR九州佐世保駅、松浦鉄道大学駅
- 港湾：佐世保港、長崎港（重要港湾）
- 飛行場：長崎空港（第二種空港）

## 周辺の重要施設
- 九州電力相浦発電所（出力87.5万kW、石油火力発電）
- 佐世保港（海上自衛隊・在日米軍佐世保基地・海上自衛隊佐世保地方総監部が存在）